# Cholchol (kommun)
Cholchol är en kommun i Chile.   Den ligger i provinsen Provincia de Cautín och regionen Región de la Araucanía, i den södra delen av landet, 600 km söder om huvudstaden Santiago de Chile.
I omgivningarna runt Cholchol växer huvudsakligen savannskog. Runt Cholchol är det ganska glesbefolkat, med 27 invånare per kvadratkilometer.